# North Pierce (Dakota del Norte)
North Pierce es un territorio no organizado ubicado en el condado de Pierce en el estado estadounidense de Dakota del Norte. En el Censo de 2010 tenía una población de 509 habitantes y una densidad poblacional de 0,5 personas por km².

## Geografía
North Pierce se encuentra ubicado en las coordenadas 48°25′19″N 99°52′7″O / 48.42194, -99.86861. Según la Oficina del Censo de los Estados Unidos, North Pierce tiene una superficie total de 1023.71 km², de la cual 958.51 km² corresponden a tierra firme y (6.37%) 65.19 km² es agua.

## Demografía
Según el censo de 2010, había 509 personas residiendo en North Pierce. La densidad de población era de 0,5 hab./km². De los 509 habitantes, North Pierce estaba compuesto por el 98.43% blancos, el 0.98% eran afroamericanos, el 0.2% eran amerindios, el 0% eran asiáticos, el 0.2% eran isleños del Pacífico, el 0.2% eran de otras razas y el 0% pertenecían a dos o más razas. Del total de la población el 0.2% eran hispanos o latinos de cualquier raza.